# Kolosaaret
Kolosaaret är en ö i Finland. Den ligger i sjön Pihlajavesi och i kommunen Puumala i den ekonomiska regionen  S:t Michel och landskapet Södra Savolax, i den södra delen av landet, 250 km nordost om huvudstaden Helsingfors. Öns area är 4,6 hektar och dess största längd är 310 meter i öst-västlig riktning.  Notera att namnet antyder att det är fråga om flera öar.